# The Proof
The Proof – polski zespół zimnofalowy i horror gothic założony w sierpniu 2003 roku w Rybniku, początkowo występujący jako Future Proof (do 2006 roku).

## Historia zespołu
Założycielami zespołu byli: Mariusz „Baton” Małyj (wcześniej śpiewający w malborskim zespole Dom Snów) oraz Grzegorz „Żaba” Żabka, którzy nieprzerwanie od 2003 roku tworzą trzon The Proof, określając graną przez siebie muzykę jako dada experimental gothmacabress. W latach 2003 – 2006 zespół wydał płyty: Pierwszy dotyk oraz Spacerując wśród cieni. W roku 2009 własnym nakładem zespół wydał płytę demo Szkice. W 2010 roku ukazała się płyta Galeria złudzeń, wydana pod szyldem Bat-Cave Productions, a w roku 2015 ta sama wytwórnia wydała koncertową płytę Pająki i miłość.
Zespół w ostatnich latach intensywnie koncertuje, goszcząc m.in. na festiwalu Castle Party w Bolkowie w latach 2010, 2013 i 2016.

## Styl muzyczny
Koncerty The Proof to przedstawienia muzyczne bogate we wszelkiego rodzaju elementy typowo teatralne z kręgu horroru. W celu podkreślenia mrocznych, zawiłych i nierzadko schizofrenicznych tekstów utworów sięgają do symboliki śmierci, miłości i przemijania w poszukiwaniu sensu istnienia. Jak sami mówią o sobie: „Bez cierpienia nie byłoby nadziei, bez THE PROOF nie byłoby zapachu smutku, oto Nasz dowód, że jesteśmy i będziemy wśród Was…”

## Dyskografia
- 2004: Pierwszy dotyk (Demo)
- 2005: Spacerując wśród cierni (Demo)

- 2005: Flammable Sounds (singiel)
- 2008: Zapach Smutku (DVD)
- 2008: Bez Końca (DVD)

- 2010: Galeria złudzeń (CD)
- 2015: Pająki i miłość (live) (CD)